# بانی اسکاتلند
بانی اسکاتلند (انگلیسی: Bonnie Scotland) یک فیلم کمدی آمریکایی به کارگردانی جیمز دبلیو هورن است که در سال ۱۹۳۵ منتشر شد.

## بازیگران
- اولیور هاردی
- استن لورل
- جون لانگ
- آن گری
- جیمز فینلیسون
- دافنی پولارد
- مری گوردون
- لایونل بلمور
- جک هیل
- ویلیام جنی
- موریس بلک
- ورنان استیل
- دیوید تورنس
- کلاد کینگ